# 不変流
不変流（ふへんりゅう）とは、盛岡藩で学ばれていた武術の流派である。

## 歴史
不変心王を開祖としているが、この不変心王とは秋田の由利十二頭の流れをくむ岩谷外記義続のこととする説もある。
不変流を継承した斎藤環清行が1716年（享保元年）に盛岡藩に仕官したことにより盛岡藩に伝えられた。環は名前を拝領したほどの達人で『内史略』にも逸話が残る。
以降は門弟が数流に分かれるが、習得者の特徴として50～100石程度の中下級武士に多い。
不変流の柔術・棒術は盛岡藩校明義堂の武術科目にも採用された。
幕末の師範には楢山隆貢（家老楢山家の傍系）があげられる。

## 内容
捕手術、捕縄術棒術、薙刀術、居合などを含む。目録には尻剣（手裏剣）、松明など隠密に近い内容も記されている。

## 系譜
- 不変心王
- 斎藤環清行（元禄頃の人物）
- 斎藤兵左衛門清遥
- 池田伴蔵光繁
- 楢山幾之丞隆貢
- 池田貢光傳
- 上村武衛門忠徳
- 鈴木弥助範袁
- 太田多見平忠視（慶応3年没）
- 三浦蔵人信義（この後2代続くが中断）